# Karin Riis-Jørgensen
Karin Riis-Jørgensen, née le 7 novembre 1952 à Odense, est une femme politique danoise.
Membre de Venstre, elle siège au Parlement européen de 1994 à 2009.